# ジャック・マリン
ジャック・マリン（John T. "Jack" Mullin , 1913年10月5日 – 1999年6月24日）は、磁気テープを使ったオーディオとビデオ録画の分野におけるアメリカの先駆者。
1920年代後期に、ドイツのエレクトロニクス会社AEGと大化学会社だったIG Farbenのエンジニアたちが、世界初の実用的な磁気テープレコーダー（K1）を開発し、1935年に最初のデモを行った。第2次大戦の間に、AEGのエンジニアたちはACバイアス技術を発見し、それによっと急速に音質を改善し、彼らは技術的に優秀なレコーダーを開発した。1943年までに、彼らはステレオ録音を可能にしていた。
ナチラジオ放送のモニタリングから、連合国はドイツのラジオスタジオが聞いたこともない長さ（最高15分）の部分でハイファイ録音をコピーすることができる新しいレコーダーを持っていることがわかっていた。そして、ドイツとの戦いに勝利を得た1944〜45年の間に連合国側の手に新しい磁気テープレコーダーがわたった。それは、新技術の将来の可能性を開くもので、戦争の直後にそれを開発したのがジャック・マリンだった。
マリンは、第二次世界大戦の間にアメリカ陸軍通信隊に勤めた。彼は戦争の最後の月にパリに配属され、そこで、彼の隊はドイツのラジオと電子機器について調査探索するよう命じられた。彼らは何百もの低品質フィールド口述録音機を見つけて、集めた、しかし、マリンが戦争の終わりの直前にドイツを訪問したとき、大きな発見があった。彼はフランクフルトの近くで基地を調べに行かされた。それは航空機を飛ばす点火システムを働かなくする装置として高エネルギーの無線電波を使う実験設備だった。
帰り道で、マリンはBad Neuheimで近くのドイツのラジオ局（すでにアメリカの手にあった）で偶然の短期滞在をした。ここで、彼はテープを記録している2台のスーツケースサイズのAEG『Magnetophon』ハイファイレコーダーと50巻のテープを得た。マリンはそれらを家に持ち帰り、そして、2年にわたって、彼は絶えず機械に取り組んだ。そして、それらを修正して、性能を向上させた。彼の主な見込みは、ハリウッド映画スタジオに映画録音可能な磁気テープに対して関心を持たせることであった。
マリンは1947年に彼の機械の2つの公開実演をし、そして、それはアメリカの音声プロの間でセンセーションを引き起こした。運のいいことに、マリンの2回目のデモは、ハリウッドのMGMスタジオで行われ、そして、その日の観衆の中にビングクロスビーの技術的なディレクターであるマッケンジーがいた。マッケンジーはマリンとクロスビーに会うように手配した、そして、1947年6月に、クロスビーはマリンの磁気テープレコーダーの実演を見た。
クロスビーは驚くべき音質に感動して、すぐに新しい機械の巨大な商業的な可能性がわかった。この時代、ドラマのような予め録音してある番組の大部分はレコードに限られた。しかし、生演奏がアメリカのラジオの標準であり、ラジオネットワークはその劣悪な音質のため、レコードによる音楽の使用を制限していた。
クロスビー（当時おそらく全米ラジオでの最も人気の高いスター）は、彼のラジオ番組を予め記録するというアイデアに、強く賛同した。彼は生放送が嫌いで、レコーディングスタジオのリラックスした空気を好んだ。彼はNBCネットワークにすでに彼はレコードに彼の1944〜45年のシリーズを予め録音できるよう頼んだ、しかし、ネットワーク側は拒絶したので、クロスビーは1年間ラジオから手を引き、しぶしぶ1946〜47年に復帰していた。
クロスビーは、マリンのテープ録音技術で生放送に等しい音質で彼のラジオショーを録音でき、これらのテープが正確に編集でき、さらに、品質の劣化なしにリプレイが可能になることを理解した。マリンは、テストとして1つのショーをテープで付けるよう頼まれ、それは完全に成功した。そして、マリンは残りのシリーズを予め記録するクロスビーのチーフエンジニアとしてすぐに雇われた。
クロスビーはテープのマスター商業記録への最初の音楽スターになった、そして、ラジオを予め記録するためにテープを使う最初の人物として放送された。ショーは、彼らにラジオでまったく前例がなかったペースと流れを与えるために、苦心して編集された。マリンは彼が「申し合わせの笑い」の使用を創始さえしたと主張した−クロスビーの作家ビルモローの主張で、彼は受けのよくなかったショーで冗談に続くために以前のショーから耳障りな笑い声の部分を挿入した。
できるだけ早く新しいレコーダーを使用するために、クロスビーは50000ドルを地元のエレクトロニクス会社（アンペックス）に投資した。そして、小さな会社はすぐにテープ録音の開発の世界的リーダーになった。アンペックスはその有名なModel 200テープデッキでラジオとレコード産業に革命を起こした。そして、直接マリンが改良したマグネトフォンから発達した。クロスビーは音楽家レスポールに最初のプロダクションモデルのうちの1つを与えた。そして、それは直接マルチトラック記録のポールの発明に至った。
マリンと働いて、アンペックスはまたたくまに2-トラックステレオとそれから3-トラックレコーダーを開発した。50年代前半にクロスビーがテレビに進出した動きに駆り立てられて、マリンとアンペックスは、1950年にモノクロビデオテープレコーダーを、1954年にカラーレコーダーを開発した。そして、両方ともクロスビーのテレビ番組をテープで作成するために使用された。
残りの彼の生命を通して、マリンは新しいアイディアを練り続けた。彼も初期のレコーディングハードウェアの印象的なコレクションを保った。そして、それは現在Pavek放送博物館にある。